# Robert T. Bakker
Robert Thomas Bakker (Bergen County, New Jersey, 24 maart 1945), ook bekend als Bob Bakker, is een Amerikaanse paleontoloog die hielp bij het hervormen van moderne theorievorming over dinosauriërs, met name door steun aan de hypothese dat dinosauriërs endotherm (warmbloedig) waren. Samen met zijn mentor John Ostrom was Bakker verantwoordelijk voor het in gang zetten van de voortdurende 'dinosauriërrenaissance' in paleontologische studies, te beginnen met Bakkers artikel Dinosaur Renaissance in de Scientific American van april 1975. Zijn specialiteit is de ecologische context en het gedrag van dinosauriërs.
Bakker is een groot voorstander geweest van de theorie dat dinosauriërs warmbloedig, slim, snel en flexibel waren. Hij publiceerde zijn eerste artikel over endothermie van dinosauriërs, The Superiority of Dinosaurs, in 1968. Zijn baanbrekende werk The Dinosaur Heresies werd gepubliceerd in 1986. Hij onthulde het eerste bewijs van ouderlijke zorg op broedplaatsen voor Allosaurus. Hij observeerde ook bewijs ter ondersteuning van de theorie van Niles Eldredge en Stephen Jay Gould over punctuated equilibrium in dinosauriërpopulaties. Bakker is momenteel de conservator paleontologie van het Houston Museum of Natural Science.

## Biografie
Bakker werd geboren in Bergen County, New Jersey. Hij schrijft zijn interesse in dinosauriërs toe aan het lezen van een artikel over die diergroep in het tijdschrift Life van 7 september 1953. Hij studeerde in 1963 af aan de Ridgewood High School.
Aan de Yale University studeerde Bakker bij John Ostrom, een vroege voorstander van de nieuwe kijk op dinosauriërs, en promoveerde later aan Harvard. Hij begon met lesgeven in anatomie aan de Johns Hopkins University in Baltimore (Maryland) en Earth and Space Sciences, waar de toekomstige en zeer invloedrijke dino-artist Gregory S. Paul onder zijn leiding informeel werkte en samenwerkte. Het meeste veldwerk van Bakker is gedaan in Wyoming, vooral bij Como Bluff, maar hij is zelfs naar Mongolië en Zuid-Afrika gereisd op zoek naar vondstgebieden van dinosauriërs. Hij werkte ook als Assistent Professor aan de Universiteit van Colorado.

## Theorieën

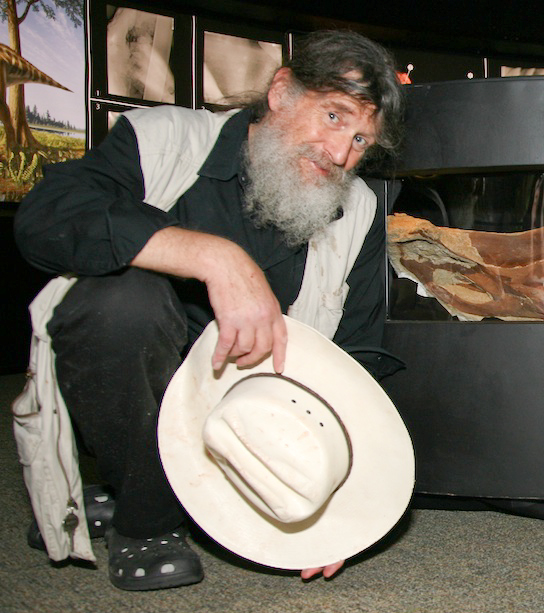
Bakker kleedt zich vaak als een cowboy

In de jaren zeventig leverde Bakker met Peter Malcolm Galton het eerste moderne bewijs dat de dinosauriërs een klade of echte natuurlijke groep vormden, nadat bijna een eeuw lang het idee van Harry Govier Seeley dominant geweest was dat de Saurischia en Ornithischia niet direct verwante groepen Archosauria waren die toevallig het kenmerk van een gigantische omvang deelden.
In zijn bijdrage aan het symposium A Cold Look on Warm-Blooded Dinosaurs in 1980 werkte Bakker in detail zijn hypothese uit dat dinosauriërs warmbloedig waren. In het populairwetenschappelijke werk The Dinosaur Heresies uit 1986, propageerde hij dit denkbeeld voor een groter publiek. Op dat moment was zijn positie al niet zo "ketters" meer: hij had de jongere generatie paleontologen reeds grotendeels overtuigd. Zijn bewijs hiervoor omvat:
- Bijna alle moderne dieren die recht op hun poten staan, in tegenstelling tot een spreidstand, zijn warmbloedig en dinosauriërs liepen rechtop.
- De vierkamerige harten van warmbloedige dieren kunnen veel effectiever pompen dan de driekamerige harten van koudbloedige dieren. Daarom moet de gigantische Brachiosaurus het type hart hebben gehad dat wordt geassocieerd met warmbloedige dieren om bloed naar zijn hoge kop te pompen.
- Dinosauriërs als Deinonychus leidden gezien hun bouw met een sikkelklauw aan de voet een zeer actief leven, gedrag dat veel beter past bij een warmbloedig dier. Koudbloedige dieren kunnen slechts enkele minuten actief zijn voordat ze uitgeput raken.
- Sommige dinosauriërs leefden op noordelijke breedtegraden, vlak bij de Noordpool, waar het voor koudbloedige dinosauriërs onmogelijk zou zijn geweest om hun lichaamstemperatuur op zelfs maar een minimaal peil te houden.
- De snelle soortvorming en evolutie die bij dinosauriërs wordt aangetroffen, is typerend voor dynamische warmbloedige dieren en atypisch voor koudbloedige dieren.
- De in fossiel bewijsmateriaal gevonden populatieverhoudingen van roofzuchtige dinosauriërs tot hun veel talrijker plantenetende prooi zijn kenmerkend voor warmbloedige roofdieren in plaats van koudbloedige. Warmbloedige roofdieren hebben tienmaal zoveel voedsel nodig en dus zijn hun populaties kleiner.
- Vogels zijn warmbloedig en geëvolueerd uit dinosauriërs; daarom moet er ooit een verandering naar een warmbloedige stofwisseling hebben plaatsgevonden. Er is veel meer verschil tussen dinosauriërs en hun voorouders (basale archosauriërs) dan tussen niet-aviaire dinosauriërs en vogels. Dat suggereert dat de warmbloedigheid al vroeg ontstaan is.
- Een warmbloedig metabolisme is een evolutionair voordeel voor toproofdieren en grote herbivoren omdat koudbloedige grote dieren weggeconcurreerd worden door een relatieve uitsluiting van hun voedselbronnen; als dinosauriërs niet warmbloedig waren geweest, zou er fossiel bewijs zijn voor warmbloedige dieren die evolueerden om deze ecologische niches te vullen. Dergelijke bewijzen bestaan niet; in feite waren zoogdieren tegen het einde van het Krijt veel kleiner geworden dan hun stamzoogdiervoorouders. De dinosauriërs moeten dus zelf die warmbloedige dominante dieren zijn geweest.
- Dinosauriërs groeiden snel, bewijs hiervoor kan worden gevonden door dwarsdoorsneden van hun botten te observeren. Warmbloedige moderne dieren groeien in een vergelijkbaar tempo. De botstructuur van dinosauriërs, met een snelle vervanging van oude lagen en het ontbreken van heel duidelijke groeilijnen komt overeen met die van moderne vogels. De snelle groei wordt ook bevestigd door de uitgebreide broedzorg die sommige soorten tonen, die kennelijk bedoeld was om een rap in grootte toenemend jong dier van voldoende kost te voorzien.
- Bakker is ook een voorstander van het idee dat bloeiende planten tijdens het Krijt zijn geëvolueerd vanwege hun interacties met plantenetende dinosauriërs. Die laatsten zouden grote open plekken in het landschap hebben kaalgevreten, die geëxploiteerd zouden hebben kunnen worden door snelgroeiende tweezaadlobbigen.

Veel van Bakkers gedachtegoed was al in de jaren negentig gemeengoed geworden. Zijn productieve geest heeft echter ook hypothesen voortgebracht die geen ingang vonden of waarvan de waarde pas recent is ingezien, zoals het concept van de Phytosauria. Bakker is ook een typische splitter die meer taxa erkent.

## Schrijven
Bakkers fictieroman Raptor Red vertelt over een jaar uit het leven van een vrouwelijke Utahraptor tijdens het Vroeg-Krijt. In het verhaal gaat Bakker dieper in op zijn kennis van het gedrag van dromaeosauriden ('raptors') en het leven ten tijde van hun bestaan.

## Religieuze overtuigingen
Als een pinkster-, oecumenisch-christelijke predikant heeft Bakker gezegd dat er geen echt conflict is tussen religie en wetenschap, en dat evolutie van soorten en geologische geschiedenis verenigbaar is met religieus geloof. Bakker beschouwt de Bijbel als een ethische en morele gids, in plaats van een letterlijk tijdschema van gebeurtenissen in de geschiedenis van het leven. Hij heeft niet-gelovigen en creationisten geadviseerd om de standpunten te lezen die naar voren werden gebracht door Sint-Augustinus, die zich verzet zou hebben tegen een letterlijk begrip van het boek Genesis.

## Invloed op populaire media
Bakkers vroegst bekende optreden was in de [BBC] Nova-aflevering The Hot-Blooded Dinosaurs uit 1976, uitgezonden op WGBH Boston.
Bakker verschijnt in de BBC-serie Lost Worlds, Vanished Lives uit 1989, gepresenteerd door David Attenborough, in de derde aflevering Dinosaur waarin hij zijn theorie bespreekt dat Tyrannosaurus rex en andere theropoden warmbloedige dieren zijn. Bakker hernoemde later Attenborosaurus, een soort plesiosauriër naar Sir David.
Bakker was adviseur voor de PBS-serie The Dinosaurs! uit 1992. Hij had veel optredens in de TLC-televisieserie Paleoworld en was ook een van de adviseurs voor de film Jurassic Park, waarbij een deel van de vroege concept art Bakkers illustraties, die hij vaak zelf verzorgde, imiteerde. Bakker verscheen ook in de Sega-cd-versie van Jurassic Park.
Dr. Bakker was te gast in aflevering 27 (Surprise) van de Williams Street oorspronkelijke Space Ghost Coast to Coast.
Bakker verscheen in 1992 in de VHS Anything Happened to the Dinosaurs?
Hij werd geprofileerd op zijn locatie voor het opgraven van dinosauriërs in Wyoming in een aflevering van het Discover Magazine (tv-serie) op The Disney Channel in 1992.
Bakker en zijn boek uit 1986 worden genoemd in het oorspronkelijke Jurassic Park. De bebaarde paleontoloog Dr. Robert Burke, die wordt opgegeten door een Tyrannosaurus rex in de film The Lost World: Jurassic Park van Steven Spielberg, is een liefdevolle karikatuur van Bakker. In het echte leven heeft Bakker gepleit voor een roofzuchtige T. rex, terwijl Bakkers rivaliserende paleontoloog Jack Horner het in de eerste plaats als een aaseter beschouwt. Volgens Horner schreef Spielberg het personage van Burke en liet hem vermoorden door de T. rex als een gunst voor Horner. Nadat de film uitkwam, herkende Bakker zichzelf in Burke, hield van de karikatuur en stuurde Horner zelfs een bericht waarin hij zei: Zie je wel, ik zei toch dat T. rex een jager was!